# فرودگاه هونگیوآن
فرودگاه هنگیوان (به انگلیسی: Hongyuan Airport) یک فرودگاه همگانی است . این فرودگاه در کشور چین قرار دارد .

## شرکت‌های هواپیمایی و مقصدهای پروازی
| شرکت‌های هواپیمایی | مقصدهای پروازی       |
| ----------------- | -------------------- |
| ایر چاینا         | فصلی: چنگدو شوانگلیو |
| سیچوان ایرلاینز   | چنگچینگ ییانگبی      |